# Atarra
Atarra là một thành phố và là nơi đặt ban đô thị (municipal board) của quận Banda thuộc bang Uttar Pradesh, Ấn Độ.

## Địa lý
Atarra có vị trí 25°17′B 80°34′Đ / 25,28°B 80,57°Đ Nó có độ cao trung bình là 124 mét (406 foot).

## Nhân khẩu
Theo điều tra dân số năm 2001 của Ấn Độ, Atarra có dân số 42.434 người. Phái nam chiếm 54% tổng số dân và phái nữ chiếm 46%. Atarra có tỷ lệ 61% biết đọc biết viết, cao hơn tỷ lệ trung bình toàn quốc là 59,5%: tỷ lệ cho phái nam là 71%, và tỷ lệ cho phái nữ là 50%. Tại Atarra, 16% dân số nhỏ hơn 6 tuổi.